# Levanna Orientale
La Levanna Orientale (3.555 m) è la più orientale delle tre vette delle Levanne. Si trova sul confine tra l'Italia e la Francia. Appartiene alle Alpi Graie.

## Caratteristiche
È collocata a cavallo tra la val Grande di Lanzo e la valle dell'Orco.
Geograficamente è la più importante delle Levanne anche se è la meno elevata perché si trova alla congiunzione di tre creste: una prima cresta con andamento nord-ovest la congiunge con la Levanna Centrale e poi la Levanna Occidentale lungo la linea di confine tra l'Italia e la Francia; una seconda cresta con andamento sud-ovest va verso la punta Girard e poi verso il Roc du Mulinet sempre lungo il confine; la terza cresta con andamento sud-est va verso la Cima della Piccola e poi il Barrouard iniziando così il crinale di montagne che separano la val Grande di Lanzo dalla valle dell'Orco.
La vetta è costituita da una cresta lunga circa 200 m. All'estremità nord della cresta è collocato un ometto e qui si raggiunge il culmine dalla vetta mentre all'estremità sul è collocata una statuetta della Madonna e quest'ultima è ritenuta tradizionalmente la vetta della Levanna Orientale.

## Salita alla vetta
Si può salire sulla Levanna Orientale partendo dal Rifugio Paolo Daviso. Dal rifugio si sale in primo luogo al Col di Fea (2.595 m). Dal colle si risale in direzione nord aggirando la punta Girard fino a mettere piede sul ghiacciaio della Levanna. Si risale la fascia rocciosa dove si trova una targa che ricorda san Leonardo Murialdo e si raggiunge il ghiacciaio pensile della Levanna. Lo si risale fino al colle e poi all'anticima.